# Bensimidazolon
2-bensimidazolon är ett syntetiskt aromatiskt ämne. Det är ett bensimidazol-derivat med en karbonylgrupp på plats 2 i imidazolringen.
Ämnet framställdes först 1960 och strukturen ingår bland annat i de pigment som utgör gruppen bensimidazolonpigment. Bland bensimidazolonderivaten finns även i vissa läkemedel, till exempel droperidol.

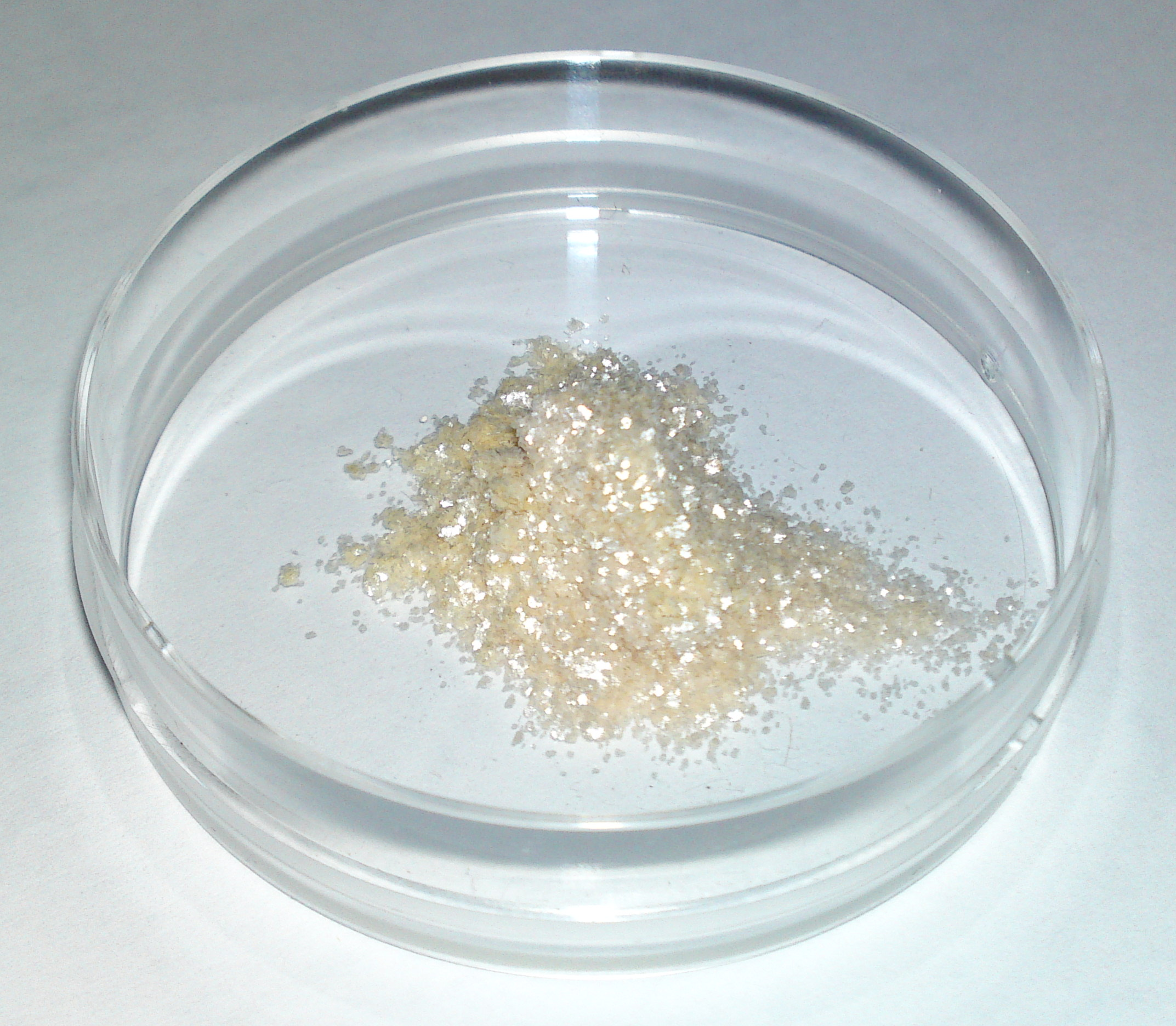
Bensimidazolon är ett ljusbeige pulver olösligt i vatten.